# LWL-Klinik Dortmund
Die LWL-Klinik Dortmund für Psychiatrie, Psychotherapie und Psychosomatik (vor März 2007 Westfälische Klinik Dortmund für Psychiatrie, Psychotherapie und Psychosomatik, Westfälische Klinik Dortmund) ist neben den ebenfalls zum LWL (Landschaftsverband Westfalen-Lippe) gehörenden LWL-Klinik Dortmund -Elisabeth-Klinik- für Kinder- und Jugendpsychiatrie und der Wilfried-Rasch-Klinik für den Maßregelvollzug eine der psychiatrischen Einrichtungen im Dortmunder Ortsteil Aplerbeck.

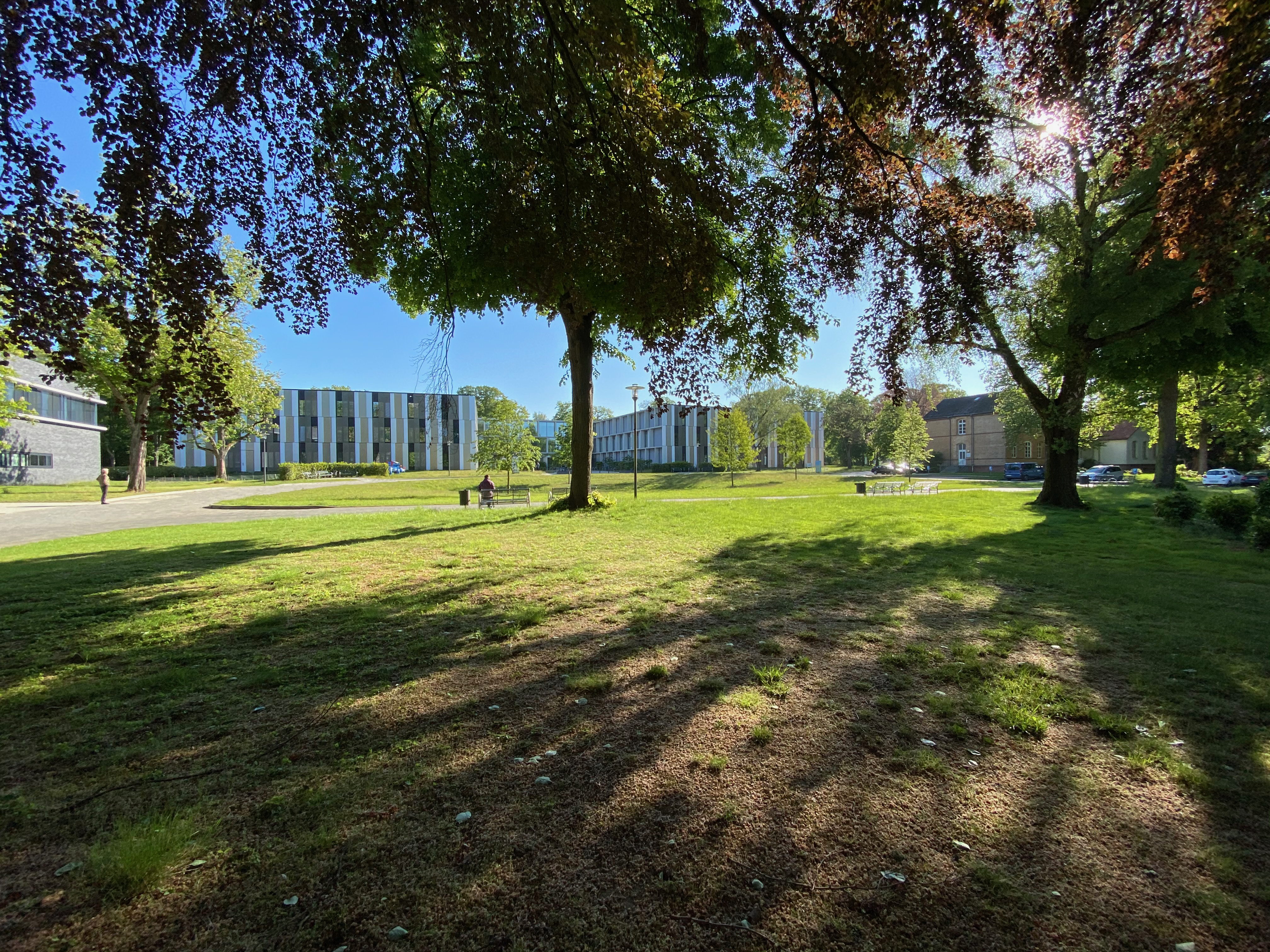
LWL-Klinik Dortmund, Phönix-Haus

## Geschichte

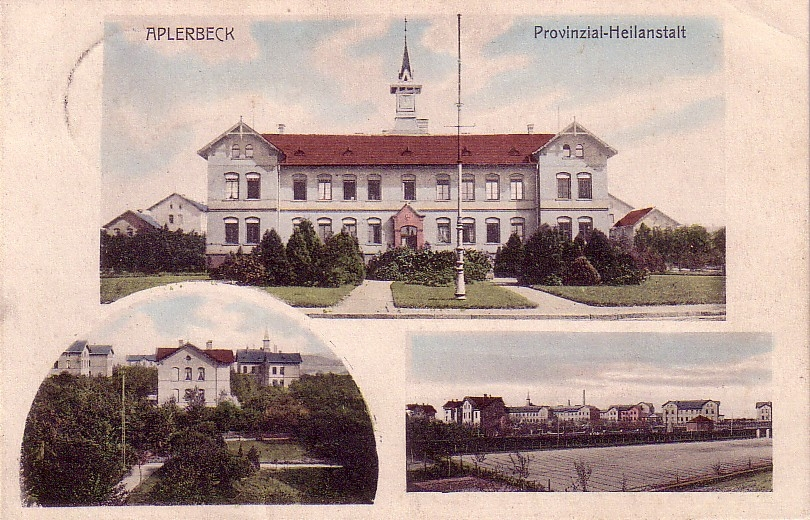
Provinzial-Heilanstalt in Aplerbeck Postkarte um 1915

Im 19. Jahrhundert reformierte der französische Irrenarzt Philippe Pinel die Psychiatrie, er nahm den Geisteskranken die Fesseln ab und sorgte für die Anerkennung der Psychiatrie als eigenständiges Gebiet der Medizin. Dennoch war der Übergang vom Einsperren der Irren in Toll- oder Zuchthäusern zur Therapie der Kranken in Heilanstalten fließend. Auch gab es große Klassenunterschiede. Die Behandlung in einer Heil- und Pflegeanstalt konnten sich nur begüterte Schichten der Bevölkerung leisten. Die anderen wurden in Armen- oder Arbeiterhäusern oder innerhalb der Familie verwahrt. Lediglich 25 % der als geisteskrank betrachteten Personen konnten im Jahr 1871 in einer psychiatrischen Klinik behandelt werden. Als die Aplerbecker Klinik 1890 geplant wurde, gab es für ca. 50.000 Personen Therapieplätze in deutschen psychiatrischen Kliniken. Bis zum Beginn des Ersten Weltkrieges stieg die Zahl auf ca. 240.000.

### Errichtung der Gebäude

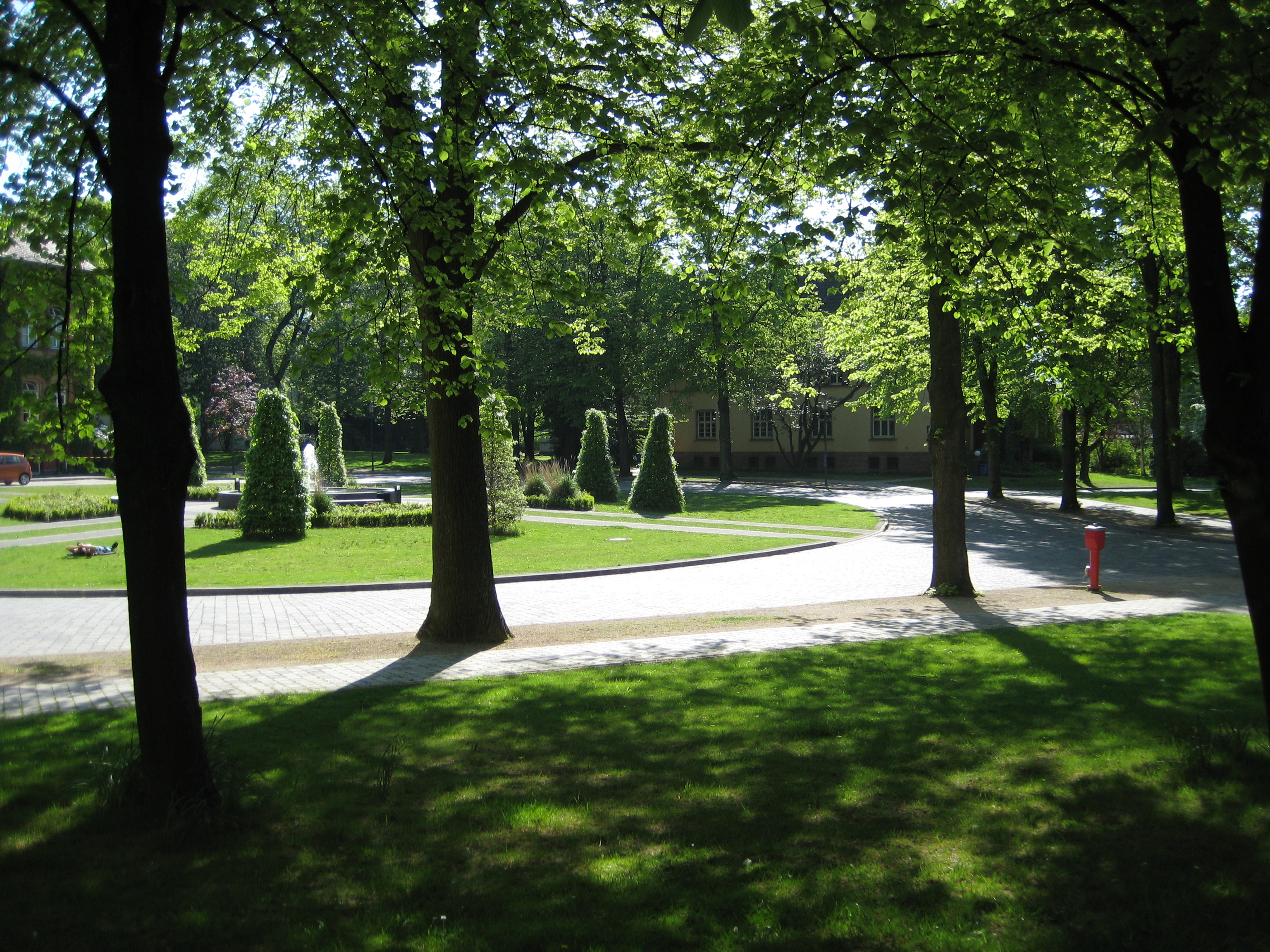
Brunnen vor der Verwaltung

Der Preußische Provinzial Landtag beschloss 1890 den Bau einer neuen Anstalt. Da die meisten als krank betrachteten Personen aus dem Ruhrgebiet stammten, sollte die neue Klinik in der Nähe gebaut werden, zumal die anderen Provinzialanstalten verhältnismäßig fern lagen. 1891 wurde ein Bauerngut von ca. 50 ha Größe zum Preis von 195.000 Mark nahe der Reichsstraße 1 (heute B1) in Aplerbeck gekauft. Bereits 1903 konnte die vorhandene Fläche um 10 ha erweitert werden. Die Gebäude entstanden in zwei Bauphasen. Zuerst begann der Ausbau der vorhandenen Stallungen und Scheunen, da zum Konzept der Klinik auch die Beschäftigung der Kranken in der Landwirtschaft gehörte. Danach folgte die Errichtung der Krankengebäude, einer Verwaltung, Wohnhäuser für das Pflegepersonal, den Direktor und einen Inspektor. Zusätzlich wurden noch Wirtschaftsgebäude mit Großküche, Maschinenhaus, Wäscherei, Badeanstalt und einem Festsaal gebaut, außerdem eine überdachte Kegelbahn, ein Handwerkerhaus mit Werkstätten für Tischlerei, Schneiderei, Schuhmacherei, Anstreicherei und eine Leichenhalle mit Sektion.
Die infrastrukturelle Erschließung der Psychiatrie in Aplerbeck konnte durch einen eigenen Gleisanschluss an eine Zechenbahn verbessert werden. Über diese Bahn wurden die wöchentlichen Kohlelieferungen direkt mit einer kleinen Feldbahn auf das Gelände der Krankenanstalt geliefert. Ausgelegt war die Westfälische Provinzial-Heilanstalt Aplerbeck auf ca. 660 Patienten. Auch gab es einige Zimmer für Familienangehörige. Kein Schlafsaal durfte mehr als 12 Betten umfassen. 1927 wurde auf dem Gelände ein Lazarettgebäude errichtet.

### Ansatz der Behandlung
Das Konzept in der Zeit der Gründung der Psychiatrie sah das offene Prinzip in der Behandlung vor, eine Behandlung ohne mechanischen Zwang. Dies galt für die ruhigen Kranken. Isolierzellen auf den Stationen wurden später zu Garderoben oder Geräteräumen umgewandelt, nur vereinzelt dienten sie der Absonderung. Zwangsjacken wurden nie zur Behandlung eingesetzt.
Therapiemethoden waren Dauerbäder, Malariakuren, Elektrokrampftherapien, Packungen, Insulinschocktherapie, Dämmerschlafbehandlungen und Cardiazolkrampftherapie. Zudem sah die Behandlung neben der Bettbehandlung auch die Arbeitstherapie in den Werkstätten oder in der Landwirtschaft und der Gärtnerei vor. Entsprechend der persönlichen Neigung der Patienten und als Heilmittel konnten den Patienten Arbeiten zugeteilt werden, für die sie eine geringfügige Bezahlung oder Naturalien wie Tabak oder Bier erhielten. In der Freizeit konnten die Patienten zusätzlichen Beschäftigungen nachgehen. Neben Spaziergängen im Park wurden Ausflüge veranstaltet und es gab Musikgruppen. Festangestellte Lehrerinnen erteilten außerdem Schulunterricht. Zudem existierten Tanz- und Turngruppen und Handarbeitsgruppen. Radios hielten Einzug und auch die Anstaltsbibliothek entstand. Die Schlaf- und Aufenthaltsräume waren mit Blumen und Bildern dekoriert.
Die Männer wurden durch „Wärter“, später „Pfleger“ genannt, betreut, die Frauen durch Diakonissen. Ab 1925 mussten diese eine zweijährige Ausbildung absolvieren. Davor eignete sich das Pflegepersonal sein Wissen durch praktische Arbeit an oder wurde durch Ärzte in Kursen angeleitet. Die Bezahlung war schlecht, nach der Philosophie der „Provinzial-Irrenanstalten“ galt die Bezahlung nach „Gotteslohn“ als Ideal. Pfleger und Diakonissen teilten das Leben der Kranken. Sie wohnten und schliefen auf den Stationen.

### Der Erste Weltkrieg
In den Jahren des Ersten Weltkrieges wurden bis Kriegsende 224 Soldaten und 28 Kriegsgefangene behandelt. Mit dem Begriff „Kriegshysterie“ bezeichnete man die Krankheit der Soldaten und Kriegsgefangenen. Ziel der Behandlung war die schnelle Wiederherstellung der Soldaten, damit diese zurück an die Front konnten. Ab 1915 wurden Lebensmittel aufgrund der Kriegshandlungen rationiert. In den preußischen Anstalten verhungerten 45.000 Patienten. Auch in Aplerbeck wurde die Versorgung der Kranken sehr schwierig. Erschwerend kamen die Influenza-Epidemien der Jahre 1918 bis 1920 (Spanische Grippe) hinzu. Nach dem Krieg blieb die Lage mit der beginnenden Weltwirtschaftskrise schwierig.

### Die Zeit des Nationalsozialismus

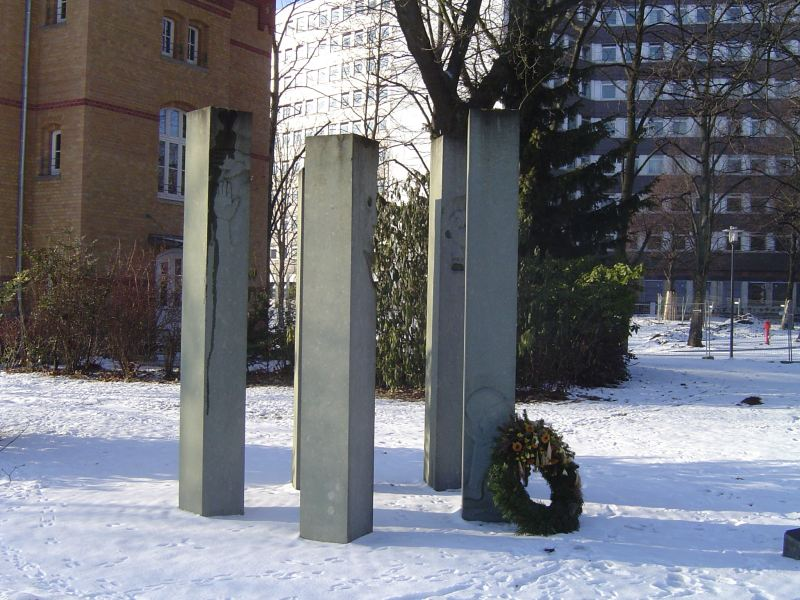
Mahnmal im Park der LWL-Klinik Dortmund

Während der Zeit des Nationalsozialismus fanden auch in der Aplerbecker Psychiatrie Gräueltaten statt. Es wurden ca. 340 Zwangssterilisationen durchgeführt. Zudem wurden am 1. Juli 1941 im Rahmen der „Aktion T4“ 95 Patienten nach entsprechender Selektion zuerst nach Herborn, dann in die NS-Tötungsanstalt Hadamar verbracht und dort innerhalb weniger Tage ermordet. Weitere 77 Patienten wurden am 24. Juli 1941 von Aplerbeck in die Klinik für Psychiatrie und Psychotherapie Eichberg deportiert. Vor dem Weitertransport nach Hadamar wurde ein vorübergehender Euthanasiestopp ausgesprochen. Dieser ging auch auf die im Juli und August gehaltenen Predigten des münsterschen Bischofs und Kardinals Clemens August Graf von Galen zurück. Dies verschonte nur vorübergehend das Leben der Kranken. Die meisten starben in den folgenden Jahren an Hunger oder Krankheit. Nur zwei der zuvor deportierten Patienten überlebten den Krieg. In der 1941 von Marsberg nach Aplerbeck verlegten „Kinderfachabteilung“ wurden zudem 229 Kinder getötet. Paul Pohlmann, damaliger Direktor der Aplerbecker Psychiatrie, trat aus Protest gegen die Einrichtung der Kinderfachabteilung 1941 von seinem Amt zurück. Heute erinnert ein Mahnmal, geschaffen von der Dortmunder Künstlerin Antje Kietzmann, im Park der Klinik an die Opfer.

### Die Nachkriegszeit

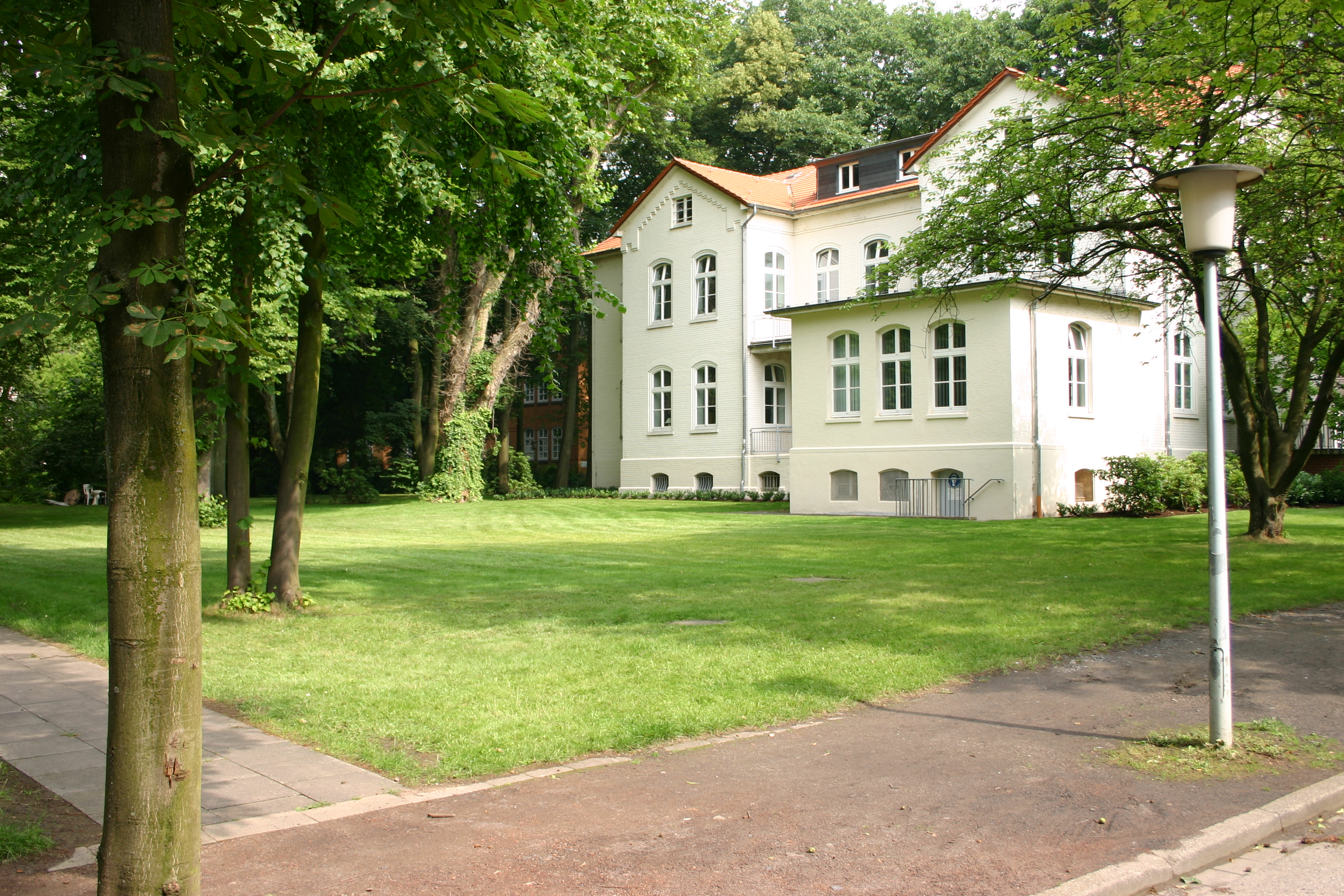
Haus 2, Betriebsleitung

Bereits während des Krieges nutzten die Städtischen Kliniken Dortmund einen Teil der Gebäude als Krankenhaus. Nach Kriegsende beschlagnahmten die Besatzungsmächte 14 weitere Häuser für ihre Kranken. Russen, Polen, Serben und Italiener wurden dort untergebracht. Ein sowjetisches Militärlazarett fand Unterkunft im Lazaretthaus der Klinik. Die Freigabe dieser Häuser erfolgte 1947. Die Städtischen Kliniken der Stadt Dortmund nutzten noch bis 1950 weitere zehn Häuser, dann standen auch diese wieder zur Verfügung. Der Betrieb der psychiatrischen Klinik normalisierte sich in der Folgezeit. Die Auflösung der Kinderfachabteilung erfolgte 1948. Ende der 70er Jahre wurde dann der Gutsbetrieb aufgegeben. Seitdem werden Lebensmittel extern zugekauft.
An der baulichen Substanz erfolgten nun, nach zwei Weltkriegen, viele Reparaturen, Renovierungen und Umbauten. Einige Häuser mussten abgerissen werden. Um die Kapazitätsprobleme zu lösen – von 1600 vorhandenen Betten waren in den 70er Jahren durchschnittlich 1580 belegt –, wurden zusätzliche Häuser errichtet. Im August 1973 wurde ein Sozialzentrum mit Festsaal, in dem auch Sport betrieben wird, Schwimmbad, Kegelbahn, Frisör und Restaurant am Rande der Parkanlage eröffnet. Hier haben Patienten, Angehörige und auch die Bevölkerung die Möglichkeit, einander zu treffen. Außerdem entwickelte sich ein Klinikbetrieb, der auf neuen Therapieformen beruhte. Um auch den neuen Behandlungsformen Rechnung zu tragen, wurde 1974 ein Hochhaus mit 356 Betten gebaut. 1976 folgte eine Kirche.
Seit den 90er Jahren werden als chronisch psychisch krank oder geistig behindert betrachtete Personen zunehmend in Wohngruppen außerhalb des Klinikgeländes untergebracht und dort ambulant betreut.

## Klinikbetrieb heute
Der Klinikbetrieb gliedert sich in vier Fachabteilungen, die störungsspezifisch aufgegliedert sind.
In der Abteilung Allgemeine Psychiatrie 1 werden Menschen mit akuten psychischen Störungen, insbesondere mit affektiven Störungen wie Depressionen und Manien, Anpassungsstörungen, Angst- oder Zwangserkrankungen, somatoformen Störungen oder Persönlichkeitsstörungen behandelt.
Die Abteilung Allgemeine Psychiatrie 2 behandelt schwerpunktmäßig Menschen mit psychotischen Störungen. Ebenfalls in Dortmund werden Menschen mit einer geistigen Behinderung und einer psychischen Störung therapiert. 
Die Therapie in beiden Allgemeinpsychiatrischen Abteilungen ist multimodal und umfasst Pharmakotherapie, verhaltenstherapeutische, tiefenpsychologische und familientherapeutische Psychotherapie, Soziotherapie (Gestaltung des Alltags) und Sozialarbeit, Psychoedukation, Selbstsicherheitstraining, Entspannungsverfahren, Sport- und Bewegungstherapie, Ergo- und Kunsttherapie, Tanztherapie und Arbeitstraining. Ferner wird eine Psychoedukation für Angehörige angeboten. Für Angstpatienten gibt es eigene Trainingsgruppen.
Die Abteilung Gerontopsychiatrie richtet sich an Menschen mit einem Lebensalter über 65 Jahre. Mit Ausnahme von Suchterkrankungen werden alle psychiatrischen Krankheitsbilder behandelt. Behandelt wird mittels Pharmakotherapie, Einzel- und Gruppengesprächen, Psychotherapie, Kunsttherapie, Ergotherapie, Sozialarbeit, Orientierungs- und Hirnleistungstraining, Krankengymnastik, Entspannungsübungen, Balneotherapie, „Snoezelen“, Lichttherapie, Psychoedukation sowie soziotherapeutischen Angeboten. 
Die Abteilung Suchtmedizin versorgt Menschen mit einer Suchterkrankung. Die Behandlung von Alkoholabhängigkeit, Medikamentenabhängigkeit sowie die Therapie der Abhängigkeit von illegalen Drogen gehören zum Behandlungsangebot. Die Therapie umfasst Einzel- und Gruppentherapie, Gruppenpsychotherapie, Gruppenpflege, Sozialarbeit, Bewegungstherapie, Ergotherapie, Psychoedukation z. B. zum Gesundheitsverhalten. Auch mit den Selbsthilfegruppen und mit Einrichtungen der Suchthilfe der Region wird kooperiert. Die stationäre Akutbehandlung umfasst eine Krisenintervention zur Notfallbehandlung sowie das therapeutische Konzept der qualifizierten Akutbehandlung (Entzug), die weiterreichende und motivationsfördernde suchtmedizinische Behandlungsziele einschließt. Mittel- und langfristige Behandlungsangebote der Krankenhausbehandlung chronisch- und mehrfachgeschädigter Abhängigkeitskranker sowie medizinische Rehabilitation und tiefenpsychologisch und verhaltenstherapeutisch orientierte Psychotherapie schließen sich an.
Die stationsäquivalente psychiatrische Behandlung (StäB) ist eine Krankenhausbehandlung im häuslichen Umfeld durch mobile, fachärztlich geleitete, multiprofessionelle Behandlungsteams. Die Behandlung entspricht hinsichtlich der Inhalte, der Flexibilität und Komplexität der Behandlung einer vollstationären Behandlung. Es können mit StäB alle psychiatrischen Krankheitsbilder behandelt werden. Sie wird dort eingesetzt, wo auf diese Weise das Therapieziel am ehesten zu erreichen ist oder man Erkrankte erreicht, die sonst nicht in die Klinik gekommen wären. Ebenso stellen chronisch Erkrankte mit häufiger Hospitalisierung eine Zielgruppe dar.
Sieben Tageskliniken in Dortmund, Unna, Bergkamen und Lünen bieten die psychiatrische Behandlung ohne Bett. Dabei werden in Dortmund, Unna und Lünen allgemeinpsychiatrische Störungen behandelt. In Bergkamen finden über 60-jährige ein spezifisches Therapieangebot. Eine Krisentagesklinik bietet kurzfristige Behandlungsangebote.
Ambulante Behandlungen aller Fachabteilungen sind im AmbulanzZentrum der Klinik möglich. 
Zur LWL-Klinik Dortmund gehört auch ein Rehabilitationsbereich für Abhängige, mit einer stationären und ganztägig ambulanten Rehabilitation. Es werden sowohl Menschen mit Suchterkrankungen sowie mit psychischen Begleiterkrankungen behandelt.
Im ebenfalls der Klinik angegliederten LWL-Pflegezentrum werden in drei Wohnbereichen Menschen mit chronischen psychiatrischen und gerontopsychiatrischen Erkrankungen, Suchterkrankungen und geistigen Behinderungen betreut und gepflegt. Ziel ist es, allen Bewohnern das größtmögliche Maß an Lebensqualität zu verschaffen, ihre Selbstständigkeit zu fördern und zu erhalten. Außerdem lernen die Bewohner, mit ihren Einschränkungen umzugehen und ein selbstbestimmtes Leben zu führen.
Der LWL-Wohnverbund Dortmund arbeitet unter dem Dach der LWL-Klinik Dortmund. Es werden in fünf Wohnhäusern der Region, dem stationären Einzelwohnen und dem betreuten Wohnen in Gastfamilien Menschen mit einer psychischen oder geistigen Behinderung oder einer dauerhaften Abhängigkeitserkrankung betreut.
2006 wurden 6.622 Patienten stationär und 11.834 Patienten ambulant von 71 Ärzten sowie 261 Pflegekräften behandelt. Zum Stichtag 31. Dezember 2006 hatte die Klinik 536 Betten.
2008 wurden 7.137 Patienten stationär und 13.747 Patienten ambulant von 78 Ärzten sowie 265 Pflegekräften behandelt. Zum Stichtag 31. Dezember 2008 hatte die Klinik 556 Betten.
Als Ort der Entspannung und Naherholung für Patienten, Angehörige und Anwohner der Region wird zudem der große und weitläufige Park der Klinik mit seinem alten Baumbestand sehr geschätzt. Die Pflege dieser Parkanlage erfolgte jahrzehntelang durch Patienten im Rahmen der Arbeitstherapie.

## Der Name im Laufe der Zeit
- 1890–1904 Provinzial=Irren=Anstalt Aplerbeck
- 1904–1954 Provinzialheilanstalt Aplerbeck
- 1954–1961 Landesheilanstalt Aplerbeck
- 1961–1969 Westfälisches Landeskrankenhaus Dortmund
- 1969–1979 Westfälisches Landeskrankenhaus Dortmund, Fachkrankenhaus für Psychiatrie
- 1979–1987 Westfälisches Landeskrankenhaus Dortmund, Fachkrankenhaus für Psychiatrie, Klinik an der Ruhr-Universität Bochum, Akademisches Lehrkrankenhaus
- 1987–1989 Westfälische Klinik für Psychiatrie Dortmund, Klinik an der Ruhr-Universität Bochum, Akademisches Lehrkrankenhaus
- 1989–2007 Westfälische Klinik für Psychiatrie Dortmund, Akademisches Lehrkrankenhaus
- seit 2007 LWL-Klinik Dortmund

## Direktoren und Ärztliche Leiter der Klinik
- 1895–1924 Gerhard Backenköhler
- 1924–1941 Paul Pohlmann
- 1941–1945 Fritz Wernicke
- 1945–1946 Heinrich Cordes
- 1946–1948 Enno Herzfeld
- 1948–1972 Hans Hundt
- 1972–1986 Wolfgang Leonhardt
- 1986–2002 Paul L. Janssen
- 2002–2010 Ulrich Sprick
- 2011 Gerhard Reymann (kommissarisch)
- seit 2012 Hans-Jörg Assion